# Province de Suphanburi
Suphanburi (en thaï : สุพรรณบุรี) est une province (changwat) de Thaïlande.
Elle est située dans le centre du pays. Sa capitale est la ville de Suphanburi.

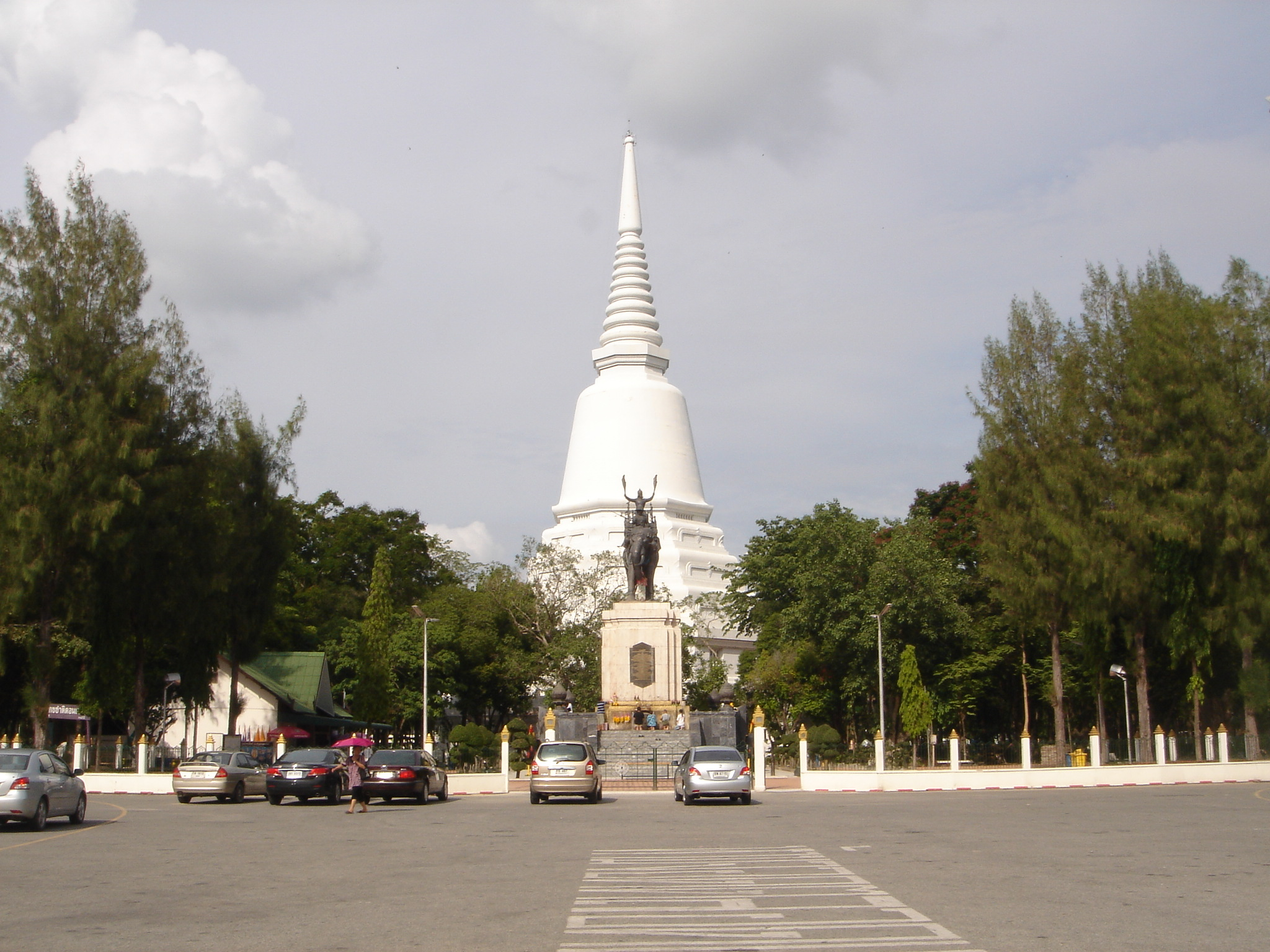
Monument aux morts, Amphoe Don Chedi, province de Suphanburi, Thaïlande

## Subdivisions

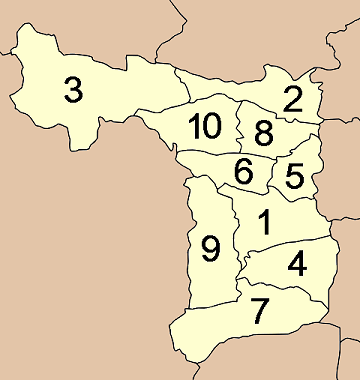
Carte des amphoe de la province de Suphanburi.

Suphanburi est subdivisée en 10 districts (amphoe) : Ces districts sont eux-mêmes subdivisés en 110 sous-districts (tambon) et 977 villages (muban).
| 1. Mueang Suphan Buri 2. Doem Bang Nang Buat 3. Dan Chang 4. Bang Pla Ma 5. Si Prachan | 1. Don Chedi 2. Song Phi Nong 3. Sam Chuk 4. U Thong 5. Nong Ya Sai |

## Sceau provincial

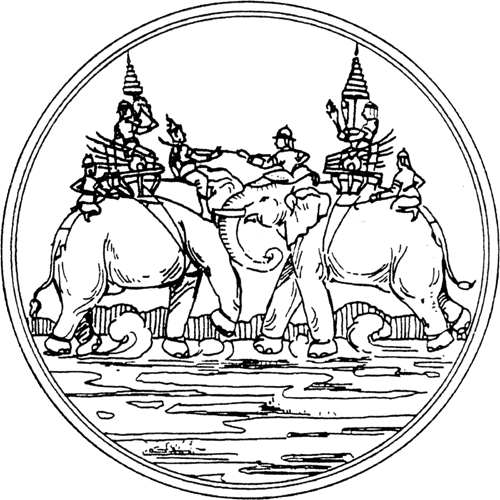
Sceau de la province

Il représente le combat à dos d'éléphants du roi Naresuan (1555 - 1605) contre le prince héritier birman Minchit Sra survenu le 18 janvier 1593 à Suphanburi.